# شاه‌بوف فریزر
شاه‌بوف فریزر (نام علمی: Ketupa poensis) یک گونه جغد آفریقایی از تیرهٔ جغدان راستین (Strigidae) است. این نام از جانورشناس بریتانیایی لوئیس فریزر گرفته شده است.